# Lila kardoskolibri
A lila kardoskolibri (Campylopterus hemileucurus) a madarak (Aves) osztályába, ezen belül a  sarlósfecske-alakúak (Apodiformes) rendjéhez és a kolibrifélék (Trochilidae) családjához tartozó faj.

## Rendszerezése
A fajt Wilhelm Deppe írta le 1830-ban, a Trochilus nembe Trochilus hemileucurus néven.

## Alfajai
- Campylopterus hemileucurus hemileucurus (Deppe, 1830)
- Campylopterus hemileucurus mellitus Bangs, 1902[2]

## Előfordulása
Mexikó, déli részén, valamint Belize, Costa Rica,  Guatemala, Honduras, Nicaragua, Salvador és Panama területén honos. 
Természetes élőhelyei a szubtrópusi és trópusi síkvidéki és hegyi esőerdők, valamint ültetvények és  vidéki kertek. Állandó, nem vonuló faj.

## Megjelenése
Testhossza 13–15 centiméter, a hím testtömege 11,8 gramm, a tojóké 9,5 gramm. A felnőtt hím színe mély lila, sötétzöld a háta és a szárnyi fedőtollak. A farka alapvetően fekete, külső farktollai fehérek, ez ad rá okot, hogy a tudományos neve hemileucurus vagyis "félig fehér farok". A nőstény sötétzöld és szürke, kivéve lila torkát, a farokmintája ugyanaz, mint a hímé. Csőre lefelé ívelő.
|  |

## Életmódja
Tápláléka főleg nektár, amit általában bokrok virágából szív.

## Természetvédelmi helyzete
Az elterjedési területe rendkívül nagy, egyedszáma pedig ismeretlen. A Természetvédelmi Világszövetség Vörös listáján nem fenyegetett fajként szerepel.